# Salvenach
Salvenach (en francés Salvagny) es una comuna suiza del cantón de Friburgo, situada en el distrito de See/Lac. Limita al norte con la comuna de Murten, al este con Lurtigen y Staatswald Galm, al sur con Jeuss y Cressier, y al oeste con Münchenwiler (BE).

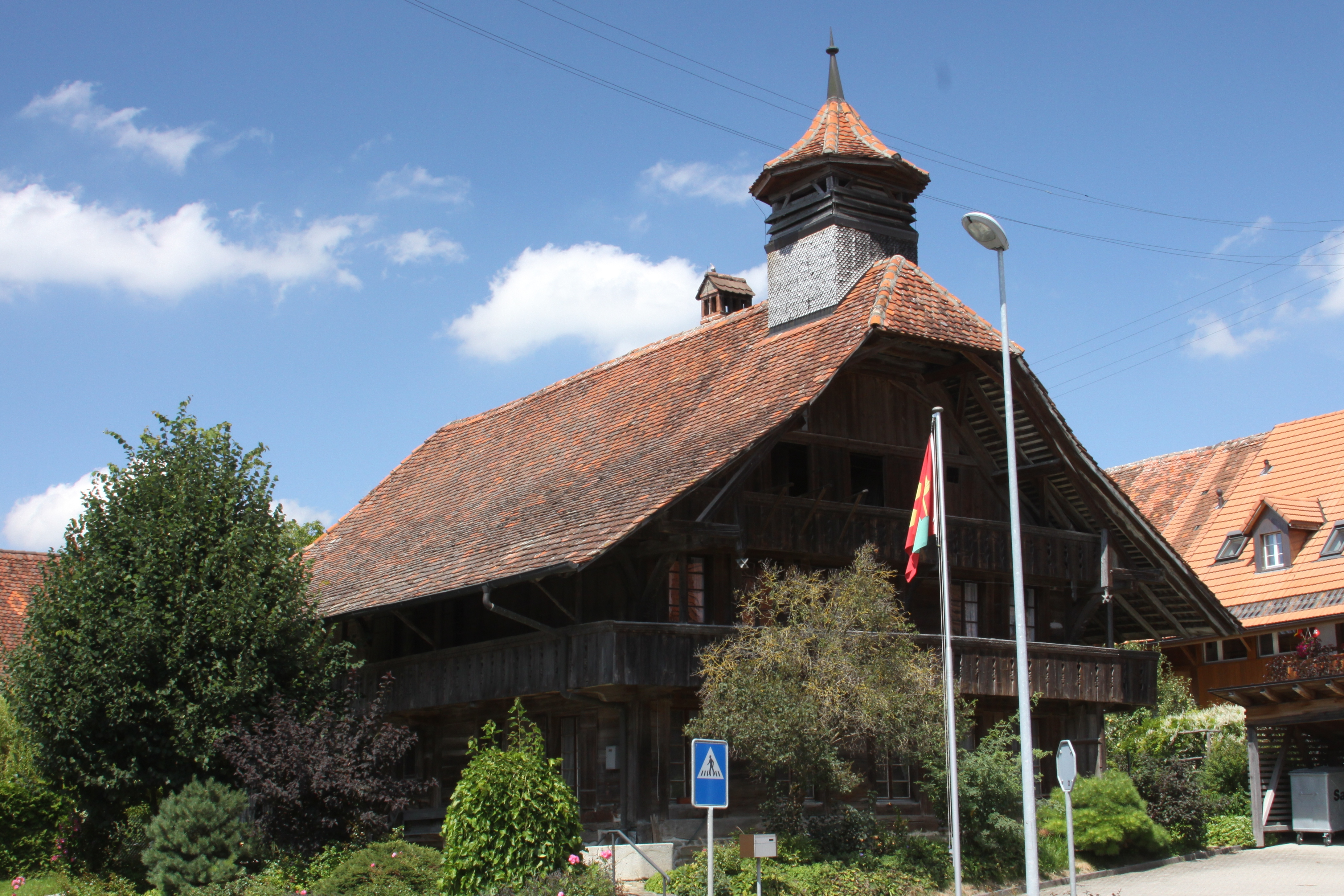
Antigua escuela, Salvenach.